# هانس-هينينج أدلر
هانس-هينينج أدلر هو سياسي ألماني، ولد في 12 ديسمبر 1949 في غوتينغن في ألمانيا. نشط حزبياً في حزب اليسار والحزب الشيوعي الألماني. وقد انتخب عضو مجلس الشورى الموحد من ولاية سكسونيا السفلى ‏.